# Carthage, Arkansas
Carthage là một thành phố thuộc quận Dallas, tiểu bang Arkansas, Hoa Kỳ. Năm 2010, dân số của thành phố này là 343 người.

## Dân số
- Dân số năm 2000: 442 người.
- Dân số năm 2010: 343 người.